# Grupa Forteczna Obszaru Warownego „Śląsk”
Grupa Forteczna Obszaru Warownego „Śląsk” (Obszar Warowny „Śląsk”) – (GFOW „Śląsk”) – wielka jednostka piechoty Wojska Polskiego II RP.

## Sformowanie i zmiany organizacyjne
Budowane na Górnym Śląsku umocnienia stałe w postaci schronów bojowych obsadzane były początkowo przez jednostki 23 Górnośląskiej Dywizji Piechoty. Jako pierwszy pododdział specjalny sformowano 4 kompanię km 75 pułku piechoty pod dowództwem kpt. Lucjana Grotta w 1934 roku, która obsadziła punkt oporu Dąbrówka Wielka. Od 10 sierpnia 1937 roku do ich obsadzenia sformowano dowództwo IV batalionu 11 pułku piechoty i wcielono do niego kompanię karabinów maszynowych z 75 pułku piechoty, przemianowując ją na 5 kompanię karabinów maszynowych 11 pp. Sukcesywnie budowane i przekazywane do obsadzenia obiekty fortyfikacyjne i ich odcinki oraz koszary dla załóg obsadzały formowane kompanie, baterie i bataliony. Z uwagi na zachowanie tajemnicy wojskowej formowane pododdziały forteczne otrzymały nazwy i numery stacjonujących na Górnym Śląsku oddziałów 23 DP. Do końca 1937 roku sformowano: dowództwo batalionu IV/11 pp, 4 i 5 kompanie km 11 pp, 4 kompanię km 73 pułku piechoty i 10 baterię artylerii lekkiej 23 pułku artylerii lekkiej. W 1938 roku sformowano w styczniu ponownie 4 kompanię km 75 pułku piechoty, do 1 marca dowództwa batalionów: IV/ 73 pp, IV/75 pp i dywizjonu IV/23 pal oraz kompanie km 5/73 pp i 6/73 pp, 5/75 pp i 11 baterię 23 pal, a 1 maja 12 baterię 23 pal. Były to pododdziały o pokojowej organizacji, każdy batalion i kompania posiadały etaty odpowiednie do obiektów, które dana jednostka miała obsadzić. Dowódcą jednostek fortecznych był II dowódca piechoty 23 DP płk Wacław Klaczyński. Bataliony obsadzały odcinek umocnień liczący 32 km. Podzielony na pododcinki: północny „Bobrowniki”, środkowy „Chorzów” i południowy „Kochłowice” obsadzały je odpowiednio bataliony każdy z baterią artylerii: IV/11 pp z 10/23 pal, IV/75 pp z 11/23 pal i IV/73 z 12/23 pal. Bataliony były wysoce usamodzielnione, od macierzystych pułków, których numery posiadały, podlegały im pod względem materiałowym i mobilizacji rezerw. Jednostki te miały charakter elitarny, żołnierze kontyngentu poborowych i kadrowa obsada byli dobierani. Przeszkolenie rekruckie poborowi przechodzili w macierzystych pułkach, a następnie byli szkoleni do walki w obiektach w swoich kompaniach i bateriach. Obsada obiektów fortecznych była oznaczona sygnaturą „S” do walki wewnątrz schronów. Obsada minimalna tylko schronów czasu pokojowego wynosiła 31 oficerów 133 podoficerów i 778 szeregowych. Obsługi minimalne armat wewnątrz schronów-tradytorów z IV/23 pal w okresie pokojowym wynosiły: 7 oficerów, 19 podoficerów i 72 szeregowych. Obiekty fortyfikacyjne oprócz uzbrojenia w ciężkie karabiny maszynowe, ręczne karabiny maszynowe posiadały moździerze, armaty przeciwpancerne i miotacze ognia. Dodatkowo posiadały 12 wbudowanych w schrony armaty 75 mm wz. 1897 i 2 armaty ruchome tzw. „manewrowe”. Prowadzono prace nad zapewnieniem łączności pomiędzy odcinkami i schronami poprzez prace patroli telefonicznych każdej kompanii km i sformowanego 1 marca 1937 roku IV plutonu łączności specjalnej kompanii łączności 23 DP. W okresie zagrożenia wojennego wprowadzono wzmocnienie sił i środków na terenie OW „Śląsk”, poprzez dalszą kontynuację budowy fortyfikacji, zapór, zaplanowano liczne przeszkody inżynieryjno-saperskie, w tym grupy min, zalewy itp. Prowadzono maskowanie obiektów. Rozwijano także obsadę oddawanych i budowanych jeszcze na skrzydłach OW „Śląsk” odcinków na północy i południu. Na podstawie rozkazu organizacyjnego Departamentu Dowodzenia Ogólnego Ministerstwa Spraw Wojskowych L.9283 z 7 sierpnia 1939 roku sformowano na północy na odcinku „Niezdara” 6 kompanię km spec. 11 pp z miejscem postoju w Niezdarze. Natomiast na ciągle jeszcze budowanym odcinku południowym „Mikołów”, 1 batalion km „Mikołów” z miejscem postoju w Mikołowie. Podczas mobilizacji zaplanowano wzmocnienie tych jednostek rezerwistami z Okręgu Korpusu nr V. Przy czym planowano, że 6 samodzielna kompania km spec. będzie w przyszłości zalążkiem V batalionu km spec. 11 pp, a 1 batalion km „Mikołów” zalążkiem pułku fortecznego o trzech batalionach. Zalążkiem dla 6 komp. km 11 pp było: 4 oficerów i 237 podoficerów i szeregowych z batalionu fortecznego KOP „Sarny”. Dla batalionu km „Mikołów” zalążek stanowili oficerowie i szeregowi batalionu fortecznego KOP „Małyńsk”.

## Mobilizacja
23 sierpnia 1939 zarządzona został mobilizacja wszystkich jednostek kolorowych (alarmowych) na obszarze Okręgu Korpusu Nr V. Godzinę „A” wyznaczono na godz. 6.00 24 sierpnia. W ciągu 18 godzin (A+18) zmobilizowano (w grupie zielonej) trzy bataliony karabinów maszynowych specjalne: nr I w 11 pp, nr II w 73 pp i nr III w 75 pp oraz pluton łączności specjalny nr 32 w kompanii łączności 23 DP i trzy baterie artylerii lekkiej w 23 pal. Bataliony karabinów maszynowych mobilizowano w grupie jednostek oznaczonych kolorem zielonym, natomiast pozostałe oddziały w grupie niebieskiej. Po zmobilizowaniu baterie artylerii włączono do poszczególnych batalionów.
Przydzielony przed mobilizacją do Obszaru Warownego „Śląsk” Chorzowski batalion ON z jego czterema kompaniami został rozwiązany 24 sierpnia, a na bazie jego kompanii zmobilizowano, kompanie strzeleckie: 10 dla b km spec. nr I, 10 i 11 dla b km spec. nr II i 10 dla b km spec. nr III, pododdziały dowództwa przydzielono do pododdziałów dowództwa batalionu km spec. nr III.
Znacznie wzmocniono zmobilizowanymi rezerwistami 6 kompanię km spec. 11 pp doprowadzając ją do stanu prawie batalionu (z 4 kompaniami strzeleckimi i kompanią km), znacznie wzmocniono batalion km „Mikołów” zmobilizowanymi nadwyżkami rezerwistów i pozyskaną artylerią. Z chwilą ogłoszenia mobilizacji załogi stanu pokojowego natychmiast zajęły schrony i inne obiekty przygotowując je do działań bojowych, wydzielone zawiązki w sile 1 podoficer+ 2 szeregowych przyjmowały szeregowych rezerwy w kompaniach i bateriach kierując je do poszczególnych plutonów, schronów i stanowisk oraz obsług. Zawiązki kompanii strzeleckich pochodzących z pokojowych stanów Obrony Narodowej rozbudowywano do przewidzianych etatów wojennych i kierowano na odcinki lub do odwodu w oparciu o umocnienia polowe. Mobilizacja rozpoczęła się o godz. 5.00 zakończyła o godz. 16.00 nadwyżki zgłaszających się rezerwistów odesłano do dowództwa grupy, gdzie je rozdzielono do Niezdary i Mikołowa.
Bataliony osiągnęły następujące stany osobowe oraz uzbrojenia:
- batalion karabinów maszynowych typ specjalny nr I (IV/11 pp): 28 oficerów, 167 podoficerów, 978 szeregowych, 21 rkm wz. 28, 60 ckm wz. 30, 8 moździerzy 81 mm wz. 28[12],7 armat ppanc. wz. 36 i wz. 37[13]
- batalion karabinów maszynowych typ specjalny nr II (IV/73 pp): 36 oficerów, 234 podoficerów, 1467 szeregowych, 49 rkm wz. 28, 83 ckm wz. 30, 10 moździerzy 81 mm wz. 28[12], 13 armat ppanc. wz.36 i wz. 37[13]
- batalion karabinów maszynowych typ specjalny nr III (IV/75 pp): 32 oficerów, 196 podoficerów, 1184 szeregowych, 21 rkm wz. 28, 52 ckm wz. 30, 8 moździerzy 81 mm wz. 28[12], 10 armat ppanc wz. 36 i wz. 37[13]
- baterie artylerii lekkiej typ specjalny: 13 oficerów, 51 podoficerów, 114 kanonierów, 14 armat 75 mm wz. 1897[14],
- 6 kompania karabinów maszynowych typ specjalny 11 pp „Niezdara” (V/11 pp): 24 oficerów ok. 370 podoficerów i szeregowych, 28 rkm wz. 28, 58 ckm wz. 30 i wz. 1908?[8], 1 armata ppanc. wz. 36 i 2 armaty ppanc. wz. 38[15],
- 1 batalion karabinów maszynowych „Mikołów”: 33 oficerów i ok. 2600 podoficerów i szeregowych, 30-40 rkm wz. 28, 52 ckm wz.30, 8 moździerzy 81 mm, 18-24 granatników 46 mm wz.36, 4 armaty  ppanc. wz. 36[16].
- pluton łączności nr 32: 2 oficerów, 21 podoficerów 103 szeregowych,
- kompania sztabowa,
- kompanie kolarzy typ specjalny nr 52 i nr 53,
- kolumna samochodów ciężarowych nr 52 i nr 53 (podległa dowódcy GO „Śląsk”),
- plutony wzmocnienia i Strażnice Straży Granicznej w pasie grupy.

Łącznie ponad 8000 żołnierzy. Uzbrojenie to; 14 armat 75 mm wz.1897 w 10, 11, 12 bateriach + 6 armat 75 mm w batalionie km „Mikołów”, 6 armat pozycyjnych 76,2 mm. 33 armaty ppanc. 37 mm Bofors wz. 36, wz. 37, wz. 38 i nie mniej niż ok. 38 moździerzy 81 mm wz. 28 lub starsze. ok. 300 ckm i 120 rkm, kb ppanc., miotacze ognia, kbk i pistolety.
27 sierpnia 1939 na rozkaz dowódcy saperów Armii „Kraków” została sformowana forteczna kompania saperów. Zadanie utworzenia kompanii powierzono Dowództwu OWar. „Śląsk”, które do jej organizacji wykorzystało personel fortyfikacyjny oraz nadwyżki mobilizacyjne saperów oddziałów obsady fortyfikacji. Tego samego dnia, na bazie plutonu łączności spec. nr 32, została sformowana forteczna kompania łączności.

## Grupa Forteczna OW „Śląsk” w kampanii wrześniowej

### W obronie Śląska
Żołnierze Grupy Fortecznej znajdowali się w gotowości bojowej na trzech podstawowych pododcinkach fortyfikacyjnych od lipca 1939. Do pierwszej potyczki doszło w dniu 23 sierpnia gdy niemiecka grupa dywersyjna z Schlesien Freikorps Ebbinghaus zaatakowała posterunek Straży Granicznej w Makoszowach, wówczas patrol 5 kompanii km IV/73 pp wsparł strażników granicznych, wspólnie wypierając dywersantów za granicę państwa. Od 27 sierpnia na innych odcinkach rozpoczęły się ataki dywersantów z Freikorpsu na umocnienia, ostrzeliwanie, schronów, żołnierzy patrolujących teren. Na odcinku skrajnie północnym Niezdara część schronów była wykończona i wyposażona, część była w budowie. Na odcinku skrajnie południowym Mikołów 18 schronów było w różnej fazie wykończenia (2 całkowicie z kopułami i uzbrojeniem), 14 było w różnych fazach budowy. Położono na odcinku Mikołów większość z 500 min przeciwczołgowych będących w posiadaniu Obszaru Warownego. 1 września 1939 roku do walki z grupami dywersantów z Freikorpsu przystąpiły pododdziały Grupy Fortecznej.
Na odcinku batalionu km spec. nr I w Dąbrówce Wielkiej o świcie dywersanci zajęli kopalnię Orzeł Biały. Do natarcia przystąpił pluton 11 kompanii strzeleckiej wsparty ogniem broni maszynowej ze schronów przez 5 kompanię km. O godz.10.00 wyparto bojówkę za granicę. Ponownie o godz.11.00 wróg zajął kopalnię większymi siłami, dwa plutony 11 kompanii uderzyły na wroga, a załogi schronów wsparły natarcie ogniem moździerzy i broni maszynowej. Z tradytora nr 14 walkę wsparły dwie armaty 75 mm likwidując 4 stanowiska ckm  i 5 rkm dywersantów. Ponadto na tym odcinku grupa dywersyjna Schimmelbrotta opanowała obiekty w pobliżu Brzezin, Szarleja i Radzionkowa, została wyparta przez 10 kompanię strzelecką kpt. Bomby i oddział powstańców śląskich Z tradytora w Bobrownikach armata 75 mm ostrzeliwała cele po drugiej stronie granicy głównie w Bytomiu.
Na odcinku batalionu km spec. nr II 1 września nocą ok. godz. 2.00 120 osobowa grupa dywersyjna wtargnęła 2 km w głąb polskiego terytorium w okolicach Nowego Bytomia i starła się z kompanią IV batalionu Samoobrony Powstańczej, którzy to wyparli dywersantów z zajmowanego terenu do cegielni w rejonie Czarnego Lasu przed stanowiska 5 kompanii km batalionu km spec. nr II. O świcie schrony przed cegielnią i moździerz otworzyły ogień do stanowisk dywersantów w cegielni, a pluton odwodowy wykonał atak wraz z kompanią Samoobrony Powstańczej. W walce zabito 46 dywersantów i 18 wzięto do niewoli. Na zajmujący stanowiska polowe w Pawłowie pluton 10 kompanii strzeleckiej uderzyli niemieccy dywersanci wsparci pododdziałem Grenzschutzu zaatakowani żołnierze, powstańcy śląscy i harcerze zostali wyparci do Bielszowic, gdzie oddział niemiecki zajął kopalnię Skarbofermu, ustawiając broń maszynową na wieży wyciągowej. Od jej ostrzału poległ dowódca plutonu ppor. Gajdaczek. Kontratak 12 kompanii strzeleckiej wsparty ogniem armat z tradytorów, wyrzucił wroga z kopalni. W sektor 6 kompanii km wtargnęła grupa dywersyjna „Rolle” opanowując kopalnię, kuźnię, koksownię oraz elektrownię Walenty i Wawel. W wyniku kontrataku dwóch plutonów z 6 kompanii km i plutonu 11 kompanii strzeleckiej oraz powstańców śląskich wyparto wroga z obiektów, zlikwidowano i raniono ok. 20 dywersantów i 16 wzięto do niewoli. 2 września przed pozycjami batalionu km spec. nr II pojawiły się pierwsze patrole regularnych jednostek niemieckich. Na południe od Halemby dwa samochody opancerzone niemieckiego 56 pułku pionierów zostały ostrzelane przez pluton 11 kompanii strzeleckiej, który zniszczył jeden z nich, a drugi zmusił do odwrotu.
Na odcinku batalionu km spec. nr III w rejonie Lipin pododdział Straży Granicznej pod dowództwem kpt. Dzierzaka wsparty dwoma plutonami strzeleckimi z 11 kompanii strzeleckiej stoczył walkę z grupą dywersyjną na hałdach. W jej wyniku zginęło i pojmano ok. 100 dywersantów, których po osądzeniu w trybie doraźnym w Katowicach rozstrzelano. Na przedpolach Goduli dywersanci opanowali hutę Zygmunt, pluton 11 kompanii wraz z powstańcami śląskimi odbił hutę rozbił grupę dywersyjną, a schwytanych dywersantów odstawiono do Chorzowa. 4 kompania km w rejonie Łagiewnik stoczyła walkę o dwór Antonowiec, a następnie wsparła pododdziały batalionu II/75 pp w walce o odbicie huty Hubert. Batalion w dniu 1 września utracił 1 poległego i 1 rannego, a w nocy 1/2 września poległo 4 żołnierzy, 9 rannych, a 3 zaginęło. Dywersanci utracili ponad 70 poległych i zabitych, ok. 60 rannych i 66 jeńców. W nocy 1/2 września w rejonie Czarnego Lasu grupa dywersyjna otoczyła działon z plutonu „manewrowego” 12 baterii, który uratował interweniujący pluton strzelecki z batalionu km spec. nr III.
Odcinek fortyfikacyjny Mikołów został obsadzony przez 1 batalion km „Mikołów” w ostatnich dniach sierpnia 1939 r. po otrzymaniu uzupełnień i nadwyżek osobowych ze zmobilizowanych batalionów grupy, podlegał on taktycznie po mobilizacji dowódcy zgrupowania 55 Dywizji Piechoty rezerwowej. Na odcinek Mikołów zostały wprowadzone zmobilizowane w oparciu o jednostki Obrony Narodowej bataliony piechoty typu specjalnego (numerowane) 55 DP rez. Na północny pododcinek „Śmiłowice” weszła 3 kompania km spec. batalionu km „Mikołów” oraz batalion (nr 53) II/201 pp, na pododcinek „Mokre” 1 kompania km spec. batalionu km spec. „Mikołów” oraz batalion (nr 56) I/201 pp, na pododcinek „Wyry” 2 kompania km spec. i kompania strzelecka batalionu km spec. „Mikołów” oraz batalion (nr 51) III/201 pp. Pododcinki „Śmiłowice” i „Mokre” posiadały więcej schronów fortyfikacyjnych w fazie wykończenia i ukończone, niż na pododcinku „Wyry”. System schronów na pododcinkach uzupełniała duża ilość budowanych od lata 1939 umocnień polowych drewniano-ziemnych i przeszkód na przedpolu. 1 września w godzinach porannych na obsadzającą las Wyry, linię rzeki Gostynki do szosy Tychy–Kobiór 2 kompanię km i batalion III/201 pułku piechoty rez. uderzyły oddziały niemieckiej 28 DP. Obrona 2 kompanii km mjr. Amona i kompanii strzeleckiej ppor. Kubiczka nie została przełamana, lecz poprzez luki w obronie, częściowo odizolowano zgrupowanie dowódcy 201 pp rez. w Kobiorze. Na pododcinkach pozostałych kompanii stwierdzono działania rozpoznawcze jednostek niemieckiej 8 DP, a następnie po południu silne natarcie na pozycję mikołowską. 2 września przez pododcinek „Wyry” w godzinach popołudniowych nastąpiło przełamanie obrony batalionu km Mikołów, lecz kontratak batalionu II/73 pp ze wsparciem artylerii, pociągu pancernego nr 54 „Groźny” i 52 kompanii czołgów TK-3 pozwolił odzyskać utracony teren. Na odcinku pozostałych kompanii batalionu km Mikołów i batalionów 201 pp rez. od godz. 10.00 natarcie podjęła 8 DP z silnym wsparciem artylerii i nalotów lotnictwa bombowego. Kompanie km spec. batalionu „Mikołów” do godzin wieczornych wraz z batalionami 55 DP rez. utrzymały swoje pozycje.
Odcinek forteczny Niezdara został obsadzony przez 6 samodzielną kompanię km spec. w ostatnich dniach sierpnia 1939 r. po otrzymaniu z mobilizacji batalionów grupy nadwyżek osobowych. Obiekty forteczne na liczącym 12 km pododcinku „Tąpkowice”, jedynie w pełni wykończonym sektorem fortecznym był liczący 4 km sektor „Niezdara” z 8 schronami stałymi obsadzony przez pododdział 6 skkm spec. mjr Ćwiąkalskiego. W trzech pozostałych sektorach: Brynica, Nowa Wieś i Ossy, zbudowano umocnienia polowe z przeszkodami, w tym 12 schronów polowych żelbetowych dla ckm. 6 kompania km spec. (V batalion km spec. 11 pp) podlegała dowódcy Oddziału Wydzielonego „Tarnowskie Góry” płk. Gorgoniowi. Obsadzono umocnienia: 1 kompanią strzelecka frontem na zachód rejon „Sączów”. 2 kompanią strzelecką w sektor „Niezdara”. Podporządkowana mjr. Ćwiąkalskiemu 2 kompania batalionu I/11 pp umieszczona w sektorze „Ossy”. 4 kompania strzelecka w sektorze „Nowa Wieś”. Kompania km wzmacniała kompanie strzeleckie i stanowiła opl, 3 kompania była odwodem. 1 września część kompanii z sektorów fortecznych weszła w kontakt bojowy z oddziałami niemieckiej 68 Dywizji Piechoty i 68 pułku Grenzwacht. Po stawieniu pierwszego oporu w nocy 1/2 września oddziały OW „Tarnowskie Góry” wycofał się z przedpola za stanowiska batalionu mjr. Ćwiąkalskiego. Do obsadzenia umocnień w rejonie Tąpkowic wysunięto większość odwodowej 3 kompanii strzeleckiej z elementami kompanii km. Walk z piechotą niemiecką nie prowadzono 2 września, jedynie potyczki z grupami dywersyjnymi i patrolami rozpoznawczymi.
Nocą 2/3 września zgodnie z rozkazem dowódcy Armii „Kraków” pododdziały Grupy Fortecznej OW „Śląsk” rozpoczęły wymontowywanie uzbrojenia i części wyposażenia z obiektów fortecznych oraz dokonano zniszczeń mostów i innych obiektów. Uzbrojenie i wyposażenie zamontowane na stałe w fortyfikacjach zostało rozmontowane, zniszczone lub uszkodzone. Zorganizowano improwizowany tabor z wozów konnych i pojazdów mechanicznych. Bataliony podjęły odwrót zgodnie z rozkazami dowódcy GO „Śląsk”:
Batalion km spec. nr I skoncentrował się w Bobrownikach i ok. godz. 2.00 podjął marsz w kierunku; Wojkowice Komorne, Grodziec, Łagisza, Bory Malinowskie, Niepiekło, Łęknice do Gołonoga, odwrót osłaniała 10 kompania strzelecka, która jako ostatnia opuściła linię forteczną.
Batalion km spec. nr II skoncentrował się w rejonie huty Zgoda w Świętochłowicach i ok. godz. 3.00 pomaszerował przez Świętochłowice, Hajduki, Katowice do Będzina, straż tylną stanowiła 5 kompania km. 10 kompania strzelecka kpt. Tułaka maszerowała bezpośrednio do Katowic i po dotarciu do folwarku Załęże oczekiwała na maszerującą straż tylną z 5 kompanii km. 10 kompania wraz z dwoma plutonami km i moździerzem w dniu 3 września wzięła udział w walkach w Katowicach wspomagając walczących z niemieckimi formacjami powstańców śląskich i harcerzy, następnie przebiła się przez zajmowane miasto przez jednostki wroga. Następnie wycofała się w ślad za oddziałami grupy, dotarła do Klimontowa i Sosnowca. Toczyła potyczki i 10 kompania maszerowała przez Olkusz, Wolbrom i Miechów. W końcu dotarła do Pińczowa, gdzie 8 września po walce została rozbita, nie dołączyła do Grupy Fortecznej.
Batalion km spec. nr III skoncentrował się na północnych przedmieściach Chorzowa i marszem przez; Michałkowice, Bańgów przekroczył rzekę Brynicę dotarł do Czeladzi. Odwrót osłaniała 12 kompania strzelecka.
Wraz z 11 pp płk. Gorgonia wycofała się 6 samodzielna kompania km spec./11 pp (batalion mjr. Ćwiąkalskiego) poprzez: Siemonię, Twardowice, Garbacz, Wojkowice Kościelne, Ujejsce do rejonu Ząbkowic Będzińskich. O godz. 9.00 3 września batalion „Niezdara” zajął obronę na wzg. 339 na północny zachód od Ząbkowic. Kolejnej nocy 3/4 września pododdział forteczny mjr. Ćwiąkalskiego jako straż przednia podjął marsz przez Antoniów, Strzemieszyce, Grabocin, Maczki do Szczakowej, gdzie był atakowany przez niemieckie lotnictwo. Następnie przez Chrzanów ok.godz.13.00 dotarł do Płazy, gdzie dołączył do batalionu II/11 pp. W Płazie i Wygiełzowie ok. godz.16.00 oba bataliony stawiły opór oddziałom niemieckiej 5 Dywizji Pancernej, jednocześnie opóźniając natarcie niemieckie wycofały się do sił głównych 23 DP, w rejonie Grojca i Alwerni. Batalion forteczny mjr. Ćwiąkalskiego zorganizował nocny wypad 4/5 września na oddziały niemieckie, ale został on w trakcie realizacji odwołany. Tej nocy podjęto marsz do Krakowa, gdzie na Oleandrach batalion mjr. Ćwiąkalskiego przeorganizowano w miejsce utraconego 4 września III batalionu 11 pp, w skład którego wszedł od tej chwili.
1 batalion km „Mikołów” wycofał się ze zgrupowaniem 55 DP rez. przez Katowice, rzekę Brynicę, na linię rzeki Przemszy, gdzie batalion zajął obronę. Schodząc z pozycji zabrano 4 armaty wchodzące w skład artylerii batalionu.

### Na szlaku walk
Grupa Forteczna w godzinach południowych 3 września dotarła do rzeki Przemszy, gdzie zajęła obronę wraz z batalionem km „Mikołów”, na odcinku Będzin–Sosnowiec osłaniała pozostałe zgrupowania 23 DP i 55 DP rez., które były wyczerpane walkami w dniu 2 września. Po ściągnięciu placówek z przedpola 4 września ok. godz. 18 bataliony grupy podjęły dalszy marsz odwrotowy po osi: Zagórze–Maczki–Ciężkowice–Trzebnia docierając do rejonu Karniowice–Dulowa w godzinach popołudniowych. W rejonie Trzebini straż tylna z batalionu km spec. nr II została ostrzelana przez niemiecką artylerię i grupy dywersantów, które likwidowała w miarę możliwości. Po odpoczynku, nocnym marszem grupa rano 5 września dotarła do Krakowa i zajęła linię starych fortów od Zielonki do Bronowic Małych. Rozwijając obronę na linii: Pękowice ze wzg. 276 i fortem „Tonie” – batalion km spec. nr II, Fort „Pasternak” na przedpolach Bronowic – batalion km spec. nr I, Mydlnik do stacji kolejowej i wzg. 232 – batalion km spec. nr III, na północ od niego 1 batalion km „Mikołów”. Pod linie obrony grupy podeszły oddziały niemieckiego VIII Korpusu Armijnego z 8 i 28 DP. W godzinach południowych niemieckie oddziały czołowe uderzyły na pozycje batalionów km spec. nr I i II, natarcie zostało odrzucone przez ogień broni maszynowej i artylerii. Do grupy przydzielono I dywizjon 55 pułku artylerii lekkiej z dwoma bateriami, którego dowództwo objął dawny dowódca baterii 11/23 pal kpt. W. Cesarz. Wieczorem na rozkaz dowódcy armii, grupa wycofuje się przez Kraków w kierunku Witkowice–Prądnik Biały. W trakcie odmarszu z Krakowa, następuje dezercja części żołnierzy głównie mieszkańców Śląska. W kompaniach strzeleckich stany spadły do 80%–50%, w kompaniach km ubytki w szeregach to do 10%. Stanowiące straż tylną dwa plutony batalionu km spec. nr II, wspólnie z żołnierzami kompanii asystencyjnej stoczyli potyczkę z dywersantami. Po wyjściu z Krakowa batalion km „Mikołów” dołączono do 23 DP.
Podczas wymarszu z Krakowa do grupy włączono: batalion wartowniczy nr 56 pod dowództwem kpt. Flawiusza Smitkowskiego i batalion asystencyjny nr 55 pod dowództwem kpt. Karola Zygmunta Illga. Marsz prowadzono w dwóch grupach: w motorowo-rowerowej trasą; Proszowice, Ostrów, Kazimierza Mała, Zbeltowice, Grodowice, Koniecmosty, w pieszej przez; Jakubowice, Przezwody, Kościelec, Nagórzanki, Podolany, Zbełtowiec do Wiślicy. W Proszowicach maszerujące oddziały grupy zostały ostrzelane przez dywersantów, następnie pododdziały grupy toczyły potyczki z niemieckimi patrolami zmotoryzowanymi podczas marszu. Grupa motorowo-rowerowa osiągnęła Wiślicę 6 września wieczorem, po południu 7 września grupa piesza. Wieczorem bataliony grupy zajęły obronę na wschodnim brzegu Nidy i na przyczółku mostowym po jej zachodniej stronie w Wiślicy. 8 września po przeprawieniu się oddziałów 55 DP rez. bataliony km spec. zajęły całością sił obronę Nidy walcząc z niemiecką piechotą i czołgami wspartymi artylerią. Artyleria przeciwpancerna unieszkodliwiła ok. 10 czołgów niemieckich, w tym dwa na moście w Wiślicy. Po zmroku bataliony grupy otrzymały rozkaz odwrotu, po marszu nocnym 8/9 września bataliony zajęły obronę frontem na zachód i południe na wzgórzach w okolicach Magierowa i Szklanowa. Przy wsparciu I/55 pal bataliony grupy stoczyły walkę z niemiecką piechotą zmotoryzowaną w obronie swoich pozycji. Osłaniając zdobycie przez 55 DP rez. Stopnicy. Po zmroku 9 września podjęto dalszy marsz w kierunku lasów rytwiańskich zajmując rano rejon Niedziałki i Szczeka. Tam pododdziały odpoczywały i porządkowały szeregi, dołączyło wielu żołnierzy z rozbitej 22 Dywizji Piechoty Górskiej.
10 września grupa ruszyła ku przeprawie przez Wisłę w Baranowie. O świcie 11 września dotarła w rejon przyczółka. Z uwagi na potrzebę naprawienia mostu i wybudowania nowych przepraw dla artylerii, broni ciężkiej i części taborów, rozkazem dowódcy GO „Jagmin” oddziały grupy i 55 DP rez. przystąpiły do obrony przyczółka na zachodnim brzegu Wisły w rejonie Zawidza–Gaj Plebański–Osiek–Osieczko. Batalion km spec. nr III wzmocnił 203 pp rez. i zajął obronę na wzgórzu Gaj Plebański, batalion km spec. nr II zajął obronę w II rzucie obrony w lesie przysiółka Gaj Plebański, pozostałe bataliony zostały umieszczone w odwodzie. Na 201 pp rez. i 203 pp rez. uderzyła niemiecka 27 DP wsparta czołgami 5 D Panc. 201 pp został wyparty z Osieka, wyznaczone kompanie batalionu km spec. nr I i cały batalion km spec. nr II wykonały natarcie na Osiek, razem z 201 pp. Pozostała część batalionu km spec. nr I uderzyła na okoliczne wzgórza. Kontratak powiódł się odbito Osiek i zajęto okoliczne wzgórza, zadając niemieckiej piechocie znaczne straty: ponad 30 zabitych, kilkudziesięciu rannych i ok. 160 jeńców. Ok. godz. 15.00 na Osiek broniony również przez kompanie batalionu km spec. nr II, a także wspierany ze wzgórz ogniem przez batalion km spec. nr I, wyszło niemieckie natarcie piechoty z czołgami. Niemieckie natarcie zostało załamane. Trzecie natarcie nieprzyjaciela przy silnym wsparciu artylerii wyszło na bataliony nr I i nr III na ich styku, nastąpiło przełamanie obrony i pododdziały niemieckie dotarły do Osieka. Polski kontratak 10 kompanii batalionu nr II i plutonu z batalionu nr I wyrzucił nieprzyjaciela z zajętego terenu i przywrócił poprzednie położenie. Przed wieczorem po raz czwarty niemiecka piechota usiłowała przełamać obronę 10 kompanii strzeleckiej, bez powodzenia. Straty w walce były duże po obu stronach walczących, w tym śmiertelnie ranny mjr Tomasik.
Wieczorem ok. godz.21.00–23.00 grupa wycofała się przez most na drugi brzeg Wisły i pomaszerowała w kierunku Tarnobrzegu. Trasa marszu wiodła przez Sobów, Furmany, Zabrnie, Zbydniów, w trakcie marszu dołączył batalion km „Mikołów”. W trakcie marszu 12 września ciężka artyleria niemiecka ostrzelała maszerujące i odpoczywające oddziały grupy, w wyniku czego podczas odprawy w batalionie km „Mikołów” zginęło 2 oficerów i kilku podoficerów odniosło rany oraz rozbito jeden działon z armatą.
13 września o świcie grupa dotarła do Radomyśla i Kępy Zaleszańskiej, gdzie podporządkowano płk Klaczyńskiemu będące tam pozostałości 22 DPG – zgrupowanie 2 pułku strzelców podhalańskich i batalion marszowy z 21 Dywizji Piechoty Górskiej. Nocą 13/14 września grupa przeprawiła się przez San częścią sił mostem kolejowym na północ od Rozwadowa, częścią sił promem pod Radomyślem, koncentrując się po przeprawie w rejonie Żabna i Woli Rzeczyckiej. Przeprawę ubezpieczał 55 batalion asystencyjny, który przeprawiał się promem po południu 14 września, w wyniku nalotu lotnictwa niemieckiego trafiony i rozbity został prom na którym zginęli lekarz batalionu z żoną-lekarzem, ranni batalionu potonęli w nurtach Sanu i utracono sprzęt łączności. Następnie podjęto dalszy nocny odwrót na wschód.
Rano 15 września osiągnięto okolice wsi Sól i Dąbrowica. Po czym poprzez Biłgoraj grupa dotarła 16 września w okolice Aleksandrowa. Stoczyła potyczkę z niemieckim patrolem rozpoznawczym oraz była atakowana przez niemieckie lotnictwo. W południe grupa zajęła obronę w rejonie Aleksandrowa. Została podporządkowana Grupie Operacyjnej „Boruta” po czym rozkazem dowódcy grupy natychmiast zajęła obronę w rejonie Aleksandrowa, Józefowa i Majdanu Sopockiego. Grupa wsparta dwiema bateriami (6/22 pal i 5/24 pal) rozwinęła się w I rzucie obrony batalionem km nr II i 2 pułkiem strzelców podhalańskich.
17 września na oddziały grupy uderzyła niemiecka 28 DP. Pozycje grupy były atakowane przez lotnictwo niemieckie, ostrzeliwane przez artylerię i rozpoznawane przez pododdziały niemieckiej piechoty. Natarcie niemieckie na odcinku grupy zostało powstrzymane, wprowadzono do walki pozostałe bataliony. Na pomoc atakowanemu po sąsiedzku 20 pułkowi piechoty z 6 Dywizji Piechoty wysłano jako wsparcie z batalionu km nr II dwie kompanie; 6 km i 10 strzelecką, celem odbicia wzgórza cmentarnego, wzgórze zostało odbite lecz nieprzyjaciel prowadził kontrataki. Z uwagi na zarządzony odwrót w kierunku Wólki Łosinieckiej i Łosińca należało kontratakami odrzucić jednostki niemieckie od własnych linii. W trakcie wykonywania kontrataków poległ kpt. M. Michalski i kilku oficerów oraz wielu szeregowych. Po zmroku bataliony oderwały się od wroga maszerując w kolejności 55 batalion asystencyjny, pozostałość 2 pspodh., batalion km nr I, batalion km nr III, batalion wartowniczy nr 56 i batalion km nr II jako straż tylna.
Po nocnym marszu 17/18 września grupa dotarła ok. godz. 10.00 do celu marszu, który był zajęty przez jednostki niemieckie. Natarcie pozostałości 2 pspodh. wyparły wroga z wsi Wólki Łosinieckiej i Łosińca oraz lasu na północ od nich. Grupa przebijała się następnie dalej pomimo ostrzału broni maszynowej i artylerii z okolicznych wzgórz, ok. godz.14.00 w okolicach wsi Swidy natknięto się silną obronę, batalion asystencyjny i wartowniczy, a następnie bataliony I i III kilkakrotnie przy słabym wsparciu własnej artylerii ruszały do szturmu, ciężko ranny został dowódca artylerii ppłk dypl. Slawiczek.
Wobec załamania się natarcia grupy i innych jednostek GO „Boruta”, postanowiono ponowić szturm w trzech kolumnach w nocy 18/19 września w kierunku Bełżca. Kolumna północna z batalionem km nr II, południowa z pozostałymi batalionami i kolumna 2 pspodh. Na czele kolumny południowej przebijał się batalion km nr III po osiągnięciu wsi Maziły z plutonem „manewrowym” 12 baterii przy szpicy batalionu kolumna dostała się po północy w niemiecką zasadzkę ogniową. Pomimo wsparcia armat przez stanowiska niemieckie przebiła się tylko szpica batalionu z gen. M. Borutą-Spiechowiczem. W trakcie próby szturmu poległ płk Wacław Klaczyński, oraz wielu oficerów i szeregowych grupy. Pozostała część kolumny wycofała się do Maził i rano 19 września dostała się do niemieckiej niewoli. Kolumna 2 pspodh. przebiła się przez pierścień okrążenia. Kolumna północna z batalionem km nr II ostrzeliwana przez niemieckie placówki przebiła się do przedmieść Bełżca przy szosie Tomaszów Lubelski–Rawa Ruska. Rano 19 września z uwagi na brak rozpoznania dostała się w zasadzkę w Bełżcu ostrzelana przez niemiecką piechotę i czołgi. Poległo ok. 44 żołnierzy batalionu wśród nich śmiertelnie ranny mjr Witkowski, kpt. Siemiatycki, por. Mendefik, wielu oficerów rezerwy i szeregowych. Kpt. Kurdziel z batalionu nr II wyprowadził przez pierścień okrążenia ok. 200 żołnierzy i 3 ckm poprzez wsie Chyże, Brzeziny, Chlewiska i lasami do wsi Pawliszcze. Został tam zdradzony przez ukraińskich nacjonalistów i dostał się z oddziałem do niemieckiej niewoli. 10 kompania strzelecka batalionu nr II, przy pomocy armaty ppanc. rozbiła dwa niemieckie czołgi i ostrzałem moździerzy wywalczyła sobie drogę na wschód. Dotarła w pobliże Rawy Ruskiej, gdzie ponownie okrążona po walce dostała się do niewoli w sile ponad 20 żołnierzy.

## Organizacja i obsada dowódcza
| Organizacja i obsada dowódcza Grupy Fortecznej OWar. „Śląsk"                                                         | Organizacja i obsada dowódcza Grupy Fortecznej OWar. „Śląsk" | Organizacja i obsada dowódcza Grupy Fortecznej OWar. „Śląsk" |
| Stanowisko etatowe                                                                                                   | Stopień, imię i nazwisko                                     | Uwagi                                                        |
| Dowództwo | Dowództwo                                                    | Dowództwo                                                    |
| --- | ------------------------------------------------------------ | ------------------------------------------------------------ |
| dowódca grupy | płk piech. Wacław Klaczyński                                 | †19 IX 1939                                                  |
| szef sztabu | mjr dypl. piech. Adam Szydłowski                             |                                                              |
| oficer operacyjny | kpt. piech. Bonifacy Waligórski                              |                                                              |
| kwatermistrz | kpt. dypl. Juliusz Chodacki                                  |                                                              |
| dowódca artylerii | ppłk dypl. art. Władysław Kornel Slawiczek                   |                                                              |
| I oficer sztabu dowódcy artylerii                                                                                    | kpt. art. Tadeusz Jan Leciejewicz                            |                                                              |
| oficer sztabu dowódcy artylerii                                                                                      | por. art. Eugeniusz Marek                                    |                                                              |
| oficer sztabu dowódcy artylerii                                                                                      | por. art. Marian Niedzielski                                 |                                                              |
| dowódca łączności | kpt. łącz. inż. Witold Antoni Fedak                          | niemiecka niewola                                            |
| dowódca saperów | ppłk sap. Stanisław Perko                                    |                                                              |
| szef fortyfikacji | ppłk Jerzy Sochocki                                          |                                                              |
| szef uzbrojenia | kpt. Marian Szalecki                                         |                                                              |
| szef służby weterynaryjnej                                                                                           | kpt. lek. wet. Stanisław Górski                              |                                                              |
| szef służby sprawiedliwości i szef sądu polowego nr 52                                                               | mjr aud. Franciszek Midura                                   |                                                              |
| sędzia | kpt. aud. rez. dr Stanisław Piątek                           |                                                              |
| sędzia | por. aud. rez. Tadeusz Mehoffer                              | †18 IX 1939                                                  |
| komendant Kwatery Głównej                                                                                            | mjr piech. st. sp. Władysław I Sobol                         |                                                              |
| oficer płatnik | kpt. rez. Tadeusz Krupiński                                  | †1940 Charków                                                |
| dowódca kompanii sztabowej                                                                                           |                                                              |                                                              |
| batalion karabinów maszynowych specjalny nr I (pokojowy IV/11 pp)                                                    |                                                              |                                                              |
| dowódca batalionu | mjr Mikołaj Tomasik                                          | †11 IX 1939                                                  |
| adiutant batalionu                                                                                                   |                                                              |                                                              |
| dowódca plutonu łączności                                                                                            |                                                              |                                                              |
| dowódca 4 kompanii km typ A                                                                                          | kpt. Stefan Leon Kurkowski                                   |                                                              |
| dowódca 5 kompanii km typ B                                                                                          | por. piech. Januariusz Witold Jaglarz                        |                                                              |
| dowódca I plutonu | por. Zygmunt Michał Ziemba                                   | †17 IX 1939                                                  |
| dowódca II plutonu                                                                                                   | por. piech. Józef Eugeniusz Preizner                         | †18 IX 1939                                                  |
| dowódca 10 kompanii strzeleckiej (zmobilizowana z k. ON Bobrowniki)                                                  | kpt. Władysław Bomba                                         |                                                              |
| dowódca 11 kompanii strzeleckiej (zawiązki z k ON Zawiercie)                                                         | por. rez. S. Zgliczyński                                     |                                                              |
| dowódca 10 baterii artylerii typ A                                                                                   | kpt. art. Jan Toni                                           |                                                              |
| dowódca plutonu | ppor. art. rez. Lucjan Garstka                               |                                                              |
| dowódca plutonu | ppor. art. rez. Ryszard Daider                               |                                                              |
| dowódca plutonu pionierów                                                                                            |                                                              |                                                              |
| batalion karabinów maszynowych specjalny nr II (pokojowy IV/73 pp)                                                   |                                                              |                                                              |
| dowódca batalionu | mjr piech. Jan Stefan Witkowski                              | †21 IX 1939                                                  |
| adiutant batalionu                                                                                                   | kpt. Antoni Kurdziel                                         |                                                              |
| lekarz | por. lek. rez. Piotr Makarewicz                              |                                                              |
| dowódca plutonu łączności                                                                                            | por. piech. Antoni Mendefik                                  | †19 IX 1939                                                  |
| dowódca 4 kompanii km typ B                                                                                          | kpt. piech. Stanisław Jan Siemiatycki                        | †1940 Charków                                                |
| dowódca plutonu | por. piech. Jan Stanisław Obierek                            | ciężko ranny 18 IX 1939                                      |
| dowódca 5 kompanii km typ A                                                                                          | kpt. Jan Szczęsny Lebiedziewicz                              |                                                              |
| dowódca 6 kompanii km typ C                                                                                          | kpt. piech. Bohdan Pudykiewicz                               | niemiecka niewola                                            |
| dowódca plutonu | por. piech. Jan Oleksy                                       | ranny 11 IX 1939                                             |
| 10 kompania strzelecka (zmob. z k. ON Świętochłowice)                                                                | kpt. Marceli Kazimierz Michalski                             | †17 IX 1939                                                  |
| dowódca I plutonu | ppor. rez. Józef Gajdaczek                                   | †1 IX 1939 Bielszowice                                       |
| dowódca II plutonu                                                                                                   | por. rez. Mieczysław Raszewski                               | ranny 19 IX 1939                                             |
| 11 kompania strzelecka (zmob. z k. ON Kochłowice)                                                                    | kpt. Marian Tułak                                            |                                                              |
| 12 kompania strzelecka (zawiązki z 4 k.km)                                                                           | por. Mieczysław Tabor                                        |                                                              |
| 12 bateria artylerii typ C                                                                                           | kpt. art. Marian Kręcioch                                    |                                                              |
| dowódca plutonu | ppor. art. Zdzisław Tomczyk                                  |                                                              |
| dowódca plutonu | ppor. art. rez. Tadeusz Domagała                             | †1940 Katyń                                                  |
| dowódca plutonu | ppor. art. rez. Alfred Niewiadomski                          |                                                              |
| dowódca plutonu ppanc.                                                                                               | por. Antoni Kuryś                                            |                                                              |
| dowódca plutonu pionierów                                                                                            |                                                              |                                                              |
| batalion karabinów maszynowych specjalny nr III (pokojowy IV/75 pp)                                                  |                                                              |                                                              |
| dowódca batalionu | mjr piech. Władysław II Wierzbicki                           |                                                              |
| adiutant batalionu                                                                                                   | kpt. Emilian Józef Przybojewski                              |                                                              |
| dowódca plutonu łączności                                                                                            |                                                              |                                                              |
| dowódca 4 kompanii km typ A                                                                                          | kpt. piech. Marian Metelski                                  | †5 II 1943 KL Auschwitz                                      |
| dowódca 5 kompanii km typ B                                                                                          | kpt. Władysław Paweł Dulowski                                |                                                              |
| dowódca 10 kompanii strzeleckiej (zmob. z k. ON Chorzów)                                                             | kpt. Kazimierz Paszki                                        |                                                              |
| dowódca 11 kompanii strzeleckiej (zmob. z kkolarzy Górnośląskiej BON)                                                | por. Antoni Dusza                                            |                                                              |
| dowódca 12 kompanii strzeleckiej (z nadwyżek)                                                                        | por. Czesław Jastrzębski                                     |                                                              |
| dowódca 11 baterii artylerii typ B                                                                                   | kpt. art. Władysław Cesarz                                   | od 9 IX 1939 dowódca I/55 pal                                |
| dowódca plutonu pionierów                                                                                            |                                                              |                                                              |
| 6 kompania karabinów maszynowych spec. 11 pułku piechoty „Niezdara”(od 5 IX 1939 przeformowana w III batalion 11 pp) |                                                              |                                                              |
| dowódca batalionu | mjr piech. Józef Ćwiąkalski                                  |                                                              |
| adiutant | por. Dembski                                                 |                                                              |
| dowódca plutonu łączności                                                                                            | sierż. Władysław Szymański                                   |                                                              |
| dowódca 1 kompanii strzeleckiej                                                                                      | por. Jan Aleksander Kuczkowski                               | †8 IX 1939                                                   |
| dowódca 2 kompanii strzeleckiej                                                                                      | por. Władysław Kaufman                                       |                                                              |
| dowódca 3 kompanii strzeleckiej                                                                                      | por. Piotr Jan Kotanowicz                                    |                                                              |
| dowódca 4 kompanii strzeleckiej                                                                                      | ppor. rez. Zygmunt Babiański                                 |                                                              |
| dowódca kompanii km                                                                                                  | por. Aleksander Stypułkowski                                 | †15 IX 1939                                                  |
| 1 batalion karabinów maszynowych „Mikołów”                                                                           |                                                              |                                                              |
| dowódca batalionu | ppłk piech. Franciszek Pfeiffer                              |                                                              |
| zastępca dowódcy batalionu                                                                                           | mjr Zygmunt Reliszko                                         |                                                              |
| adiutant batalionu                                                                                                   | por. Tadeusz Bronisław Matzner lub kpt. Czesław Gałecki      |                                                              |
| dowódca plutonu łączności                                                                                            | por. Antoni Słomski                                          |                                                              |
| dowódca kompanii sztabowej                                                                                           | por. Walerian Mielczarek                                     |                                                              |
| dowódca 1 kompanii km                                                                                                | kpt. Józef II Wolski                                         |                                                              |
| dowódca 2 kompanii km                                                                                                | mjr Stanisław Amon                                           |                                                              |
| dowódca 3 kompanii km                                                                                                | kpt. Ryszard Hepner                                          |                                                              |
| dowódca kompanii strzeleckiej (z nadwyżek)                                                                           | ppor. rez. Sylwester Kubiczek                                |                                                              |
| dowódca baterii artylerii (1 i 2 plut. forteczne, 3 manewrowy)                                                       | kpt. art. Tadeusz Kazimierz Gruszka                          |                                                              |
| Samodzielne pododdziały                                                                                              |                                                              |                                                              |
| dowódca fortecznej kompanii saperów                                                                                  | kpt. dypl. sap. Wacław Dłużniewski                           |                                                              |
| dowódca fortecznej kompanii łączności                                                                                | kpt. uzbr. inż. Antoni Dłużniewski                           | †1940 Charków                                                |
| dowódca fortecznej kompanii łączności                                                                                | por. Kubik                                                   |                                                              |
| dowódca plutonu | ppor. łącz. rez. Czesław Wcisło                              |                                                              |
| dowódca kompanii kolarzy typ spec. nr 52                                                                             |                                                              |                                                              |
| dowódca kompanii kolarzy typ spec. nr 53                                                                             |                                                              |                                                              |
| dowódca kolumny samochodów ciężarowych w kraju nr 52                                                                 |                                                              |                                                              |
| dowódca kolumny samochodów ciężarowych w kraju nr 53                                                                 |                                                              |                                                              |